# Zell (Bad Grönenbach)
Zell ist der größte Gemeindeteil des Kneippheilbades Bad Grönenbach im Landkreis Unterallgäu in Bayern.

## Geografie

### Ausdehnung des ehemaligen Gemeindegebietes(Gemarkung Zell)
| - Darast (Einöde) - Dieslings (Einöde) - Fautzen (Einöde) - Frauenkau (Weiler) - Haitzen (Weiler) - Hohmanns (Weiler) - Hörpolz (Dorf) | - Koppenloh (Einöde) - Raupolz (Weiler) - Rothmoos (Einöde) - Schachen (Einöde) - Wieslings (Einöde) - Zeller Einöde (Weiler) - Zell (Pfarrdorf) |

Die hier aufgezählten Weiler einschließlich des Pfarrdorfes Zell sind heute Gemeindeteile von Bad Grönenbach.

### Topographie
Das Pfarrdorf liegt in Oberschwaben in der Donau-Iller-Region, etwa drei Kilometer nördlich von Bad Grönenbach auf einer Höhe von 651 m ü. NN. Zell grenzt im Uhrzeigersinn, im Norden beginnend, an seine Weiler Koppenloh, Dießlings, Raupolz, Ölmühle und Hörpolz. Durch Zell fließt, von Süden nach Norden, der Zeller Bach, welcher bei Sommersberg entspringt und in Memmingen in die Memminger Ach mündet.

### Geologie
Der Hauptteil des Dorfes Zell, genauer das Gebiet westlich der Allgäuer Straße und ein Streifen östlich davon, befindet sich auf Ablagerungen des Jungholozäns und polygenetischer Talfüllung aus der Würmeiszeit. Der Untergrund besteht aus Mergel, Lehm, Sand und Kies. Die Hochterrasse im östlichen Bereich stammt aus der Rißeiszeit und besteht aus Kies, Sand und zum Teil Konglomerat.

### Geotope
Östlich von Zell befindet sich entlang der Straße von Zell nach Raupolz und Schulerloch sowie etwas nördlich von Zell eine Hochterrasse aus der Rißeiszeit. Anhand dieses Geotops wies Albrecht Penck die Mehrgliedrigkeit des Pleistozäns nach. Der Talgrund ist würmeiszeitlich der von der Hochterrasse der Rißeiszeit begrenzt wird. Darüber erhebt sich eine Terrasse der Mindeleiszeit. Das Geotop weist eine Länge von 3100 Metern und eine Breite von 30 Metern auf. Die Höhe beträgt rund 10 Meter.

## Geschichte
Funde aus der Mittel- und Jungsteinzeit, deuten auf eine sehr frühe Besiedlung der Gegend um Zell an. Zum ersten Mal wird Zell in der Chronik der Abtei Kempten im Jahr 824 erwähnt. Der Ottobeurer Abt Isingrim schenkte 1167 Reliquien der Pfarrkirche. 1339 war Friedrich von Rothenstein Grundherr von Zell. Nachdem die Herren von Teck bis 1424 die Herrschaft über Zell innehatten, ging diese danach an die Herren von Stein zu Stein und Ronsberg. Ludwig von Rothenstein erwarb 1446 einen Großteil Zells. Mit dem Tod Ludwigs von Rothenstein, 1482, ging Zell an Heinrich von Pappenheim über. Auf dem Buschel lag einst eine Burg, welche 1453 als „alte Burg in der Zeller Pfarr“ erwähnt wurde. Von ihr ist jedoch nichts mehr ersichtlich. 1692/1695 erwarb das Fürststift Kempten den gesamten Besitz von Zell. Zell einschließlich seiner Weiler war eine selbständige Gemeinde und wurde am 1. Juli 1972 im Zuge der Gemeindegebietsreform nach Grönenbach eingemeindet.

## Kultur und Sehenswürdigkeiten

### Pfarrkirche St. Peter und Paul

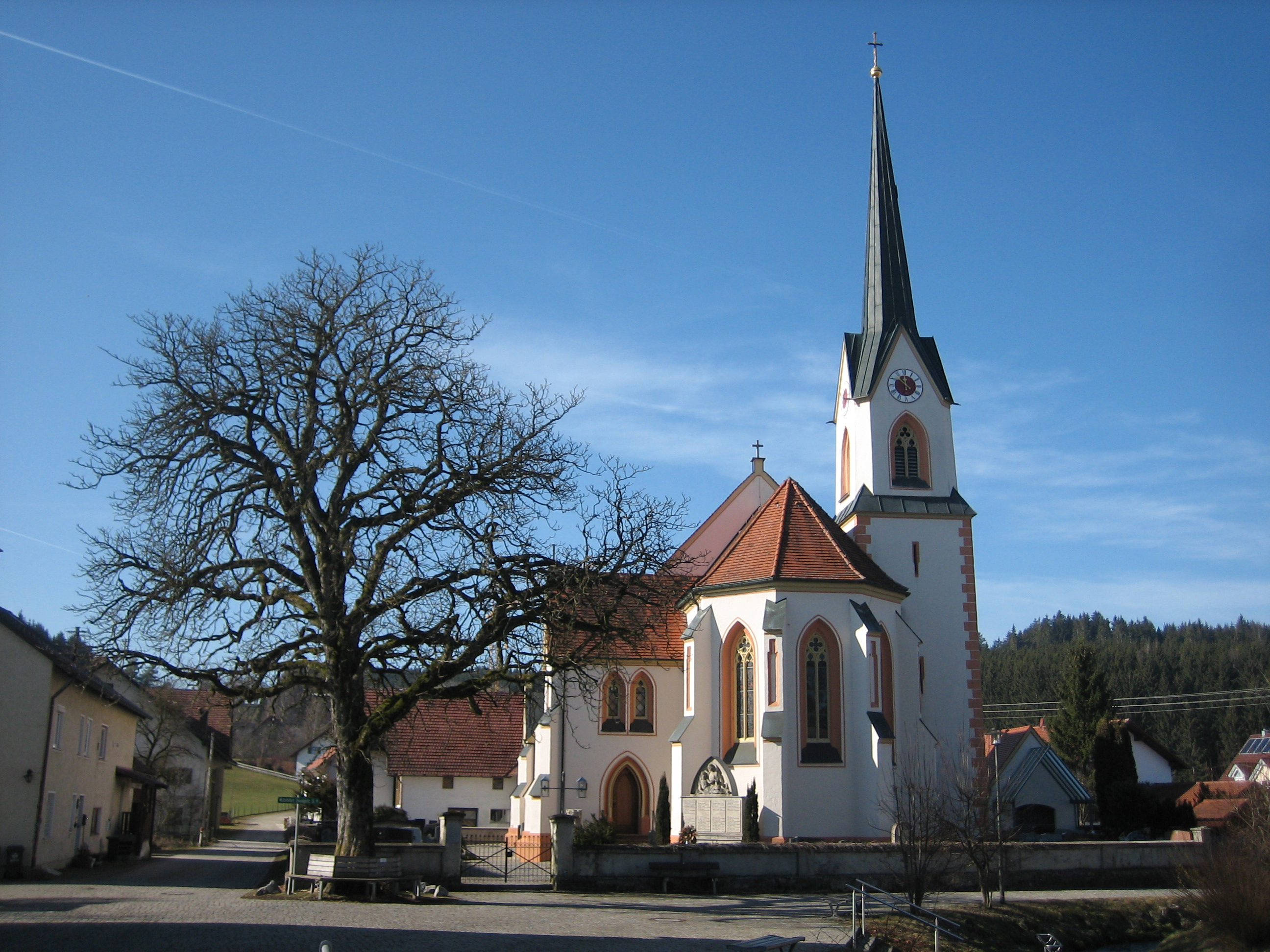
Kirche im neugotischen Stil

Eine Reliquienschenkung Abt Isingrims von Ottobeuren (1145–1180) im Jahr 1167 weist bereits auf das Vorhandensein einer Kirche hin. 1447 bestätigte der Bischof Johannes von Augsburg einen der Pfarrkirche zu Zell bewilligten Ablass. Urkundlich wird eine Pfarrkirche Zell erstmals im Jahr 1477 erwähnt. Die drei Altarblätter wurden von Johannes Kaspar 1840–1850 gemalt. Ab dem Jahr 1858 wurde mit der Planung der jetzigen Kirche begonnen, die Fertigstellung der Pfarrkirche St. Peter und Paul war im Jahr 1865.

### Archäologische Funde
Am südlichen Ortsrand von Zell wurden Siedlungsfunde aus dem Mesolithikum sowie dem Neolithikum entdeckt.

### Burgstall

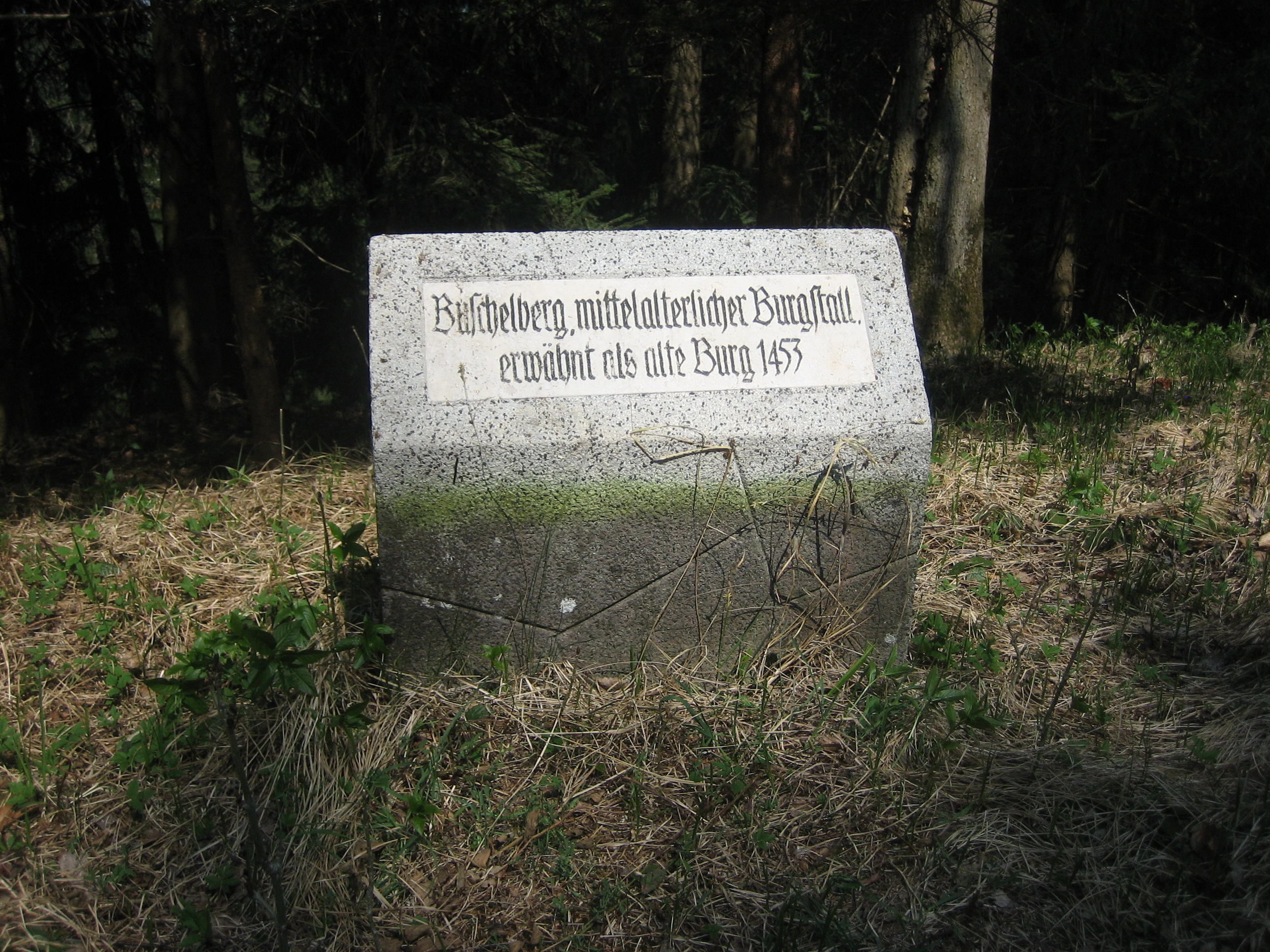
Burgstall auf dem Buschel

Auf dem Buschel, westlich von Zell, wurde noch 1453 die „alte Burg in der Zeller Pfarr“ genannt. Mittlerweile ist von der Burg jedoch nichts mehr zu sehen. Lediglich Bodenformationen sind noch zu erkennen.

## Wirtschaft und Infrastruktur

### Vereine
- Bayer. Bauernverband Ortsverband Zell
- Dorfgemeinschaftshaus Zell e. V.
- Frauenkreis Zell
- Freiwillige Feuerwehr Zell e. V.
- Katholische Landjugendbewegung Zell
- Krieger- und Soldatenverein Zell
- LAN- und Computerverein Zell – Bad Grönenbach
- Obst- und Gartenbauverein Zell
- Schützengesellschaft Zell e. V.
- Seniorengemeinschaft Zell
- Tauziehclub Allgäu Power Zell
- Zeller Blasmusik e. V.
- Zeller Klausen

### Verkehr
| Straßenverzeichnis Zell | Straßenverzeichnis Zell | Straßenverzeichnis Zell | Straßenverzeichnis Zell |
| ----------------------- | ----------------------- | ----------------------- | ----------------------- |
| Äschweg                 | Bussenweg               | Hungerbühlweg           | Schäferhalde            |
| Allgäuerstraße          | Dieslingserstraße       | Kirchenweg              | Untere Mühlbachstraße   |
| Am Bürschel             | Dorfschmiedweg          | Kronburgerstraße        | Wiesenweg               |
| Am Meierhof             | Eisenmannstraße         | Mühlbachstraße          | Zweigstraße             |
| Am Weiherbrunn          | Erlenstraße             | Niederdorfer Straße     |                         |
| Auf dem Berg            | Franz-Seidl-Weg         | Pfarrweg                |                         |

Durch Zell führt von Norden, von Woringen kommend, nach Süden die Kreisstraße MN 19. Im weiteren Verlauf durchquert diese den Markt Bad Grönenbach und führt weiter nach Wolfertschwenden. Die Kreisstraße MN 22 (ehemals B300) verläuft ebenfalls innerhalb der Gemarkung Zell: zwischen Woringen und Wolfertschwenden ist man an die Weiler Zeller Einöde und Darast angebunden. Die nächste Autobahnanschlussstelle ist die drei Kilometer entfernte Anschlussstelle Nr. 130 Woringen der A 7. Zell und Kronburg verbindet eine Gemeindeverbindungsstraße.

### Bildung
Im Jahr 2023 existierten folgende Einrichtungen:
- Kindergarten, Neubau und Eröffnung im Jahr 2005
- ehem. Volksschule Zell